# 拓跋什翼犍
拓跋什翼犍（318年—376年），中國東晉十六國時期鮮卑拓跋部首領代王，338年至376年在位，是南北朝時期北魏開國皇帝道武帝拓跋珪的祖父。拓跋鬱律之次子，拓跋翳槐之弟。

## 生平
321年，時任代王的什翼犍父親拓跋鬱律遭拓跋猗㐌妻惟氏殺害，什翼犍當時還是幼兒，其母王氏將什翼犍藏在褲內，並祈求：「上天暫時保存你性命，則不要啼哭。」什翼犍終沒有哭，得逃過一劫。
329年，什翼犍兄拓跋翳槐出任代王，曾以什翼犍至後趙為質，請求和解。338年，翳槐病重，遺命立什翼犍。各部落酋長認為什翼犍難以返還，遂擁戴什翼犍之弟拓跋孤，拓跋孤拒絕，自願前往後趙為人質以交換什翼犍，後趙天王石虎感其義，遂送二人回國。於是什翼犍在繁畤（今山西渾源）即位，建元建國，分封國土一半給拓跋孤。什翼犍有勇略，因此祖業逐漸復興，人民紛紛歸附，並開始設置百官，分別掌理政務，律令簡單，民眾安居樂業。國土東自濊貊（今朝鮮半島北部），西及破落那，南至陰山，北至沙漠。建元二年（339年），与大臣商议定都于灅源川。后听从母亲王氏的意见，未建都城。同年，娶慕容皝妹，进行政治联姻。
建國三年（340年）定都於盛樂（有认为在今内蒙古自治区和林格爾縣）。次年十月，鐵弗部首領刘虎进攻代国西境，被拓跋什翼犍打败。十二月，慕容皝遣使朝贡。建国十六年（353年），慕容俊遣使朝贡。十七年（354年），凉王张祚遣使朝贡。
鐵弗部首領劉衞辰初附代國，但反覆於代國及前秦之間，什翼犍在建國二十八年（365年）劉衞辰叛變時率眾驅逐東渡黃河來侵的劉衞辰，後又於建國三十年（367年）再攻劉衞辰。當時黃河河面尚未結冰，部眾無法渡河，什翼犍就用葦絚阻慢水流，加快結冰，又用散葦放在未夠堅硬的冰塊上，令冰和葦草結成一塊，如同浮橋一樣，如此成功渡河。劉衞辰未能預料什翼犍這麼快就能渡過黃河，猝不及防就被對方擊敗，逃奔前秦，而前秦天王苻堅就將劉衞辰送還朔方，並派兵守戍。其後代國亦繼續進攻劉衞辰，至建國三十九年（376年），劉衞辰因代國的軍事壓力而向前秦求救，前秦放是派兵攻擊代國，時什翼犍患病無法統軍，所派的白部、獨狐部及劉庫仁都不能擋住前秦軍隊，於是只得率各部避走陰山以北。可是其時高車各族乘時叛變，並抄略代國部眾，什翼犍逼於無奈，只好南返漠南，後因秦軍稍稍退而在其年十二月回到雲中。
拓跋孤之子拓跋斤正為了不能繼其父之職而心懷怨恨，因而向什翼犍之庶長子拓跋寔君謊稱寔君諸弟將加害寔君，並令他盡殺諸弟及什翼犍。前秦趁代國大亂的機會發動攻擊，代國遂滅。
398年，什翼犍之孫北魏道武帝拓跋珪稱帝時，將什翼犍追諡為昭成皇帝，廟號高祖。

## 性格特徵
什翼犍性格寛厚，如郎中令許謙曾經偷了兩匹絹布，什翼犍知道後反而為他隱瞞，更要左長史燕鳳不要將事情泄漏出去，免得許謙因慚愧自殺，因財物而害了士人。又一次攻擊西部叛人，期間眼睛中箭受傷。戰後射箭者被捕，眾人都打算殺了他，但什翼犍以各為其主，將對方釋放了。

## 鲜卑名
北京大学历史系教授罗新认为，拓跋什翼键与其孙子拓跋珪的鲜卑语本名一致，涉归/涉圭/涉珪/什圭/乙旃/什翼犍/郁律旃/弈洛韩/奕洛干/什翼珪/若洛廆/弈洛瓌等等汉译形式，其语源有两种可能的形式，即ilqän或il-qan，就是拓跋什翼键的鲜卑语本名。

## 牛继马后
景龙三年（709年）十二月，唐朝史学家元行冲编撰《魏典》三十卷，该书中认为魏明帝曹叡时期，河西的柳谷出现一块瑞石，有牛继马后的征兆。而元行冲研究事迹，认为自己的祖先拓跋什翼犍名犍，承接了晋朝的大命建立新的王朝。

## DNA分析
2008年至2010年，陕西省考古研究院和咸阳市文物考古研究所组成联合考古在陕西省咸阳市渭城区底张镇布里村北500米处发掘了元威的墓葬，出土墓志中记载元威为拓跋什翼犍的后裔。复旦大学经分层测试，确定了元威遗骨的遗传类型为C3b1a1a1a-F1756。基于当代人的遗传调查显示C3b-F1756主要分布于北方草原地区，如在哈萨克斯坦的哈萨克人占11.11％，内蒙古海拉尔的蒙古人中占9.26％，在俄罗斯阿尔泰共和国的阿尔泰人中占12.50％，铁列乌特人中占9.09％，而在汉族人中几乎不见。基于多个有悠久历史家系的突变率计算，韩昇和蒙海亮推算C3b-F1756在蒙古高原的扩张年代为大约5500年前，比其他支系的扩张要早得多。由于C3b1a1a1a-F1756下游的C3b1a1a1a1a-F3889主要分布在呼伦贝尔地区且分化时间在约3300年前。根据以上分析，韩昇和蒙海亮推测距今5000-3000年的时候C3-F1756已经是外贝加尔湖一呼伦贝尔地区的土著，也是这一地区人群最核心父系遗传类型之一。从考古发掘情况看，北亚类型居民大规模南下内蒙古地区是在春秋时期，而大规模南下东北地区则是秦汉以后，拓跋先祖很可能是匈奴统治崩溃后从外贝加尔地区南下的。

## 家庭

### 妻妾
- 慕容氏，慕容皝妹，建国二年（339年）嫁拓跋什翼犍，为正妻，建国四年（341年）逝世。
- 慕容氏，慕容皝亲族之女，建国四年（341年）嫁拓跋什翼犍[6]，后事不详。
- 慕容皇后，慕容皝女，建国七年（344年）嫁拓跋什翼犍，为正妻，生拓跋寔、拓跋翰、拓跋阏婆等。

### 子
- 庶長子拓跋寔君
- 獻明帝拓跋寔
- 秦明王拓跋翰
- 拓跋阏婆，死于寔君之乱
- 拓跋力真，第七子[7]，彭城王，有子辽西公拓跋意烈、彭城公拓跋勃。以上四子亦皆死于寔君之乱或在之前就已去世
- 拓跋壽鳩，第八子[8][9]，有子常山王拓跋遵
- 拓跋紇根，第九子[10]，清河桓王，有子蒲城侯拓跋顗、陈留桓王拓跋虔
- 拓跋地干，有子毗陵王拓跋顺
- 拓跋窟咄
- 当代学者周一良[註 2]根据拓跋翰先拓跋寔多年去世，指被记载为拓跋翰娶拓跋寔遗孀贺氏所生子的拓跋觚实为贺氏与拓跋什翼犍之子。

### 女
- 拓跋氏，辽西公主，嫁给拓跋什翼犍的外甥贺野干。
- 拓跋氏，建国四年（341年）后嫁鐵弗部首领刘务桓[6]。
- 拓跋氏，嫁广宁王建伯祖父王豐子王支[11]。
- 拓跋氏，嫁王建[12]。
- 拓跋氏，嫁嵇拔父嵇根[13]。
- 拓跋氏，嫁鐵弗部首领刘务桓之子刘卫辰[14]。

## 备注
1. ↑  此為北史、資治通鑑所載；而晉書則載拓跋珪為什翼犍之子，代國為前秦所敗後，拓跋珪綁縛什翼犍將之送往前秦投降，前秦天王苻堅令什翼犍入太學習禮。
2. ↑  周一良《魏晋南北朝史札记·魏书札记》<崔浩国史之狱>